# Злоћудни рак омотача периферних нерава
Злоћудни рак омотача периферних нерава (ЗРОПН) јесте облик рака везивног ткива који окружује нерве. С обзиром на своје порекло и понашање класификован је као агресивни сарком нервног омотача, са диференцијацијомчелија нервног омотача и тенденцијом метастаза.
Злоћудни рак омотача периферних нерава спада у групу ретких карцинома који почињу у слузокожи нерава. Ови карциноми се јављају у нервима који полазе од кичмене мождине и гранају се по телу као периферни нерви. ЗРОПН су се некада  називали неурофибросаркоми.
Злоћудни рак омотача периферних нерава може се појавити било где у телу. Углавном се јављају у дубоком ткиву руку, ногу и трупа. Имају тенденцију да изазову бол и слабост тамо где се јављају. Они такође могу изазвати растућу квржицу или туморску масу.
Отприлике половина случајева се дијагностикује код пацијената са неурофиброматозом, у којој је животни ризик за појаву ЗРОПН код пацијената са неурофиброматозом типа 1   8–13%.  Облици злоћудног рака омотача периферних нерава са рабдомиобластоматозном компонентом називају се малигни тритон тумори.
Терапија прве линије је хируршка ресекција са широким маргинама. Хемотерапија (нпр  високе дозе доксорубицина), најчешће удружена са радиотерапија  користе се као помоћни и/или неоадјувантни облик терапије.
Терапија  ЗРОПН се може сажети на следећи начин: максимална хируршка ресекција, у комбинацији са неоадјувантном хемотерапијом или радиотерапијом. Ова врста терапије која има за циљ да првобитно неоперабилни тумор учини операбилним, мора бити праћена и адјувантном хемотерапијом или радиотерапијом када су ивице ресекције рака позитивне или када постоји метастатска болест.

## Епидемиологија
Иако се ЗРОПН јавља  са инциденцом од 0,001% у општој популацији, овиоблици рака су релативно чести код особа са неурофиброматозом типа 1 (НФ1), за које се животни ризик приближава проценту од 10%. 
Све у свему, ЗРОПН обухвата 5-10% саркома меког ткива и један је од најчешћих нерабдомиосаркоматозних саркома меког ткива  код педијатријских пацијената. Док се око 10-20% свих ЗРОПН дијагностикује код деце, не постоји разлика између деце и одраслих у локацији рака, величини или хистолошком степену – иако је већа вероватноћа да ће одрасли имати више од једног примарног тумора у то време. дијагнозе.

## Етиологија
Није јасно шта узрокује већину злоћудних тумора омотача периферних нерава. Сматра се да ови карциноми почињу када ћелија у слузокожи око нерва добије промене у својој ДНК (која садржи упутства која ћелији говоре шта да ради). Промене говоре ћелијама да брзо направе више ћелија, него што је то потребно. Ове ћелије настављају да живе када здраве ћелије умру као део њиховог животног циклуса.
Експанзивно увећање броја ћелија може формирати масу која се зове рак или тумор. Рак временом може продрети у здраво ткиво тела и убити га. Временом се тако формиране ћелије рака могу проширити (метастазирати) у друге делове тела.
ЗРОПН -ови могу настати де ново из ОРА периферног нерва, малигне трансформације већ постојећег бенигног тумора нервног омотача – посебно неурофиброма. Могу се појавити било где у телу, али су најчешће аксијалне локације и дијагностикују се на основу хистопатолошки демонстриране диференцијације омотача периферних нерава.

### Генетика
Саркоми меког ткива су повезани унутар породица, па се претпоставља да неурофибросарком може бити генетски, иако истраживачи још не знају тачан узрок болести. Докази који подржавају ову хипотезу укључују губитак хетерозиготности на хромозому 17п. П53 геном (ген супресор тумора у нормалној популацији) на 17п код пацијената са неурофибросаркомом је мутиран, повећавајући вероватноћу рака. Нормални п53 ген ће регулисати раст ћелија и инхибирати сваки неконтролисани раст ћелија у здравој популацији; Пошто је п53 неактиван код пацијената са неурофибросаркомом, они су много подложнији развоју тумора.
Аутозомно доминантни злоћудни тумор овојнице периферног нерава је редак, али је један од најчешћих саркома меког ткива у педијатријској популацији. Отприлике половина ових случајева се такође јавља заједно са неурофиброматозом типа 1 (НФ-1), која је генетска мутација на хромозому 17 која узрокује туморе у целом нервном систему. Животни ризик пацијената са НФ-1 од развоја ЗРОПН процењена је на 8 до 13%, док је код пацијената са само ЗРОПН 0,001% у општој популацији.
Неурофиброматоза типа 1  и ЗРОПН су класификовани као аутозомно доминантни поремећаји. То значи да када неко прими абнормални ген од једног од својих родитеља, на крају ће имати тај поремећај. Та особа има 50/50 шансе да тај ген пренесе на своје потомство. Породично стабло на десној страни описује овај генетски образац.

## Фактори ризика
Фактори који повећавају ризик од малигних тумора периферних нервних овојница укључују:
Радиотерапија рака
Злоћудни рак омотача периферног нерава може се појавити у подручју третираном зрачењем након  10 до 20 година од третмана.
Неканцерозни тумори нерава
Злоћудни облици рака омотача периферног нерава могу се развити из нервних тумора који нису канцерогени, као што је неурофибром.
Стања која се јавља у појединим породицама
Злоћудни рак омотача периферног нерава чешће се јавља код особа са неурофиброматозом 1. Ово стање повећава ризик од развоја рака на нервима.

## Клиничка слика
Пацијенти са злоћудним раком омотача периферних нерава обично имају историју прогресивно ширеће масе меког ткива, која може али не мора бити болна. Посебно, развој нових неуролошких симптома (нпр  хипоестезија или дисестезија), бол и/или повећање постојећег плексиформног неурофиброма треба да изазове сумњу на малигну трансформацију у злоћудном раку омотача периферних нерава.
Злоћудни рак омотача периферних нерава често изазива следеће симптоме који се брзо погоршавају:
- бол на месту где се рак јавља и расте,
- слабост када пацијент покуша  да померите део тела у коме је локализован рак,
- растућа грудва ткива испод коже.

Симптоми су иначе релативно неспецифични и могу бити повезани са местом болести, на пример, неуролошки компромис у случају инвазије у нервни плексус или ефекат масе због величине/локације тумора..

## Дијагноза
Постављање дијагнозе ЗРОПН јесте компликована процедура која захтева блиску мултидисциплинарну сарадњу медицинске струке.
Најубедљивији тест за пацијента са потенцијалним неурофибросаркомом је биопсија тумора (узимање узорка ћелија директно из самог тумора). МРИ, рендгенски снимци, ЦТ скенирање и скенирање костију могу помоћи у лоцирању рака (тумора) или могућих метастаза.

### Радиологија
Студије имиџинга су неопходне да би се оцртао обим тумора и такође могу бити од неке користи у разликовању ЗРОПН у односу на плексиформне неурофиброме. На магнетној резонантној томографији (МРТ), чини се да карактеристике као што су околни перитуморални едем, неправилне и/или локално инвазивне ивице и интра-туморална хетерогеност више указују на ЗРОПН. Међутим, пријављена осетљивост и специфичност таквих налаза су прилично варијабилне – у распону од мање од 20% до преко 90%.  Пошто ЗРОПН показују већу метаболичку активност од плексиформних неурофиброма, 18Ф-ФДГ ПЕТ/ЦТ може бити користан у разликовању ова два ентитета. Иако постоји одређени степен преклапања, стандардне вредности преузимања (СУВ) од 1–4 имају тенденцију да указују на бенигне туморе, док  стандардне вредности преузимања од 3–21 указују на присуство ЗРОПН. У зависности од коришћеног прага, осетљивост и специфичност су веће од 90% и 70%, за детекцију ЗРОПН. Туморска  стандардна вредност преузимања која је већа од 1,5 пута у односу на нормално  јетрено ткиво је такође одвојено показала да је и осетљив и специфичан индикатор ЗРОПН.

### Хистопатологија
Иако клиничке и радиолошке карактеристике могу бити сугестивне, коначна дијагноза ЗРОПН захтева хистолошки преглед узорка узетог биопсијом ткива. Ово је компликована метода, која међутим може бити са одсуством специфичних патогномоничних хистопатолошких карактеристика, што дијагнозу може чинити изазовном. Јасно порекло било из периферног нерва или неурофиброма снажно помаже у дијагнози. Поред тога, требало би да буду присутне специфичне хистолошке карактеристике, укључујући фасцикуле са наизменичном целуларношћу налик мермеру, распоређене попут палисада/розете и асиметричних вретенстих ћелија.   На основу присуства великих количина митотичких фигура и некрозе, ЗРОПН се може класификовати као промене високог степена или, обрнуто, у одсуству некрозе/мање митотичке фигуре, могу се класификовати као промене ниског степена.

## Класификација
Злоћудни рак омотача периферног нерава  ретка је врста рака који настају из меког ткива које окружује нерве. Они су врста саркома. Већина малигних тумора периферних нервних овојница настаје из нервних плексуса који дистрибуирају нерве до удова или екстремитета (брахијални и лумбални плексус) или из нерава који настају из трупа. 

## Терапија
Лечење неурофибросаркома је слично оном код других карцинома. Њихово примарно лечење је најчешће хируршке природе, при чему нехируршки модалитети играју помоћну, неопходну улогу, посебно код метастатских, инвазивних или широко распрострањених болести. 

### Хируршка терапија
Лечење дискретних локализованих тумора, заснива се на операцији коју обично прати зрачна терапија на подручју са кога је уклоњен рак како би се смањила могућност његове поновне појаве (рецидива).
Операција је опција, јер има за циљ уклањање тумора заједно са околним ткивом, што може бити од виталног значаја за преживљавање пацијента.  
За пацијенте који имају неурофибросарком у у уду (екстремитету), ако је тумор васкуларизован (има сопствено снабдевање крвљу) и има много нерава који пролазе кроз или око њега, ампутација уда може бити неопходна. Неки хирурзи тврде да би ампутација требало да буде поступак избора када је то могуће, због веће вероватноће за бољи квалитет живота. У супротном, хирурзи се могу одлучити за третман који штеди уд, уклањајући мање делове околног ткива или део кости, који се замењује металном шипком или графтом. Зрачење ће се такође мора обавезно користити уз операцију, посебно ако уд није ампутиран. 
У литературе се наводи да пацијенти са локализованим саркомима меког ткива могу имати користи од поновне ресекције ако је у лежишту тумора остао очигледан макроскопски тумор. Овај приступ смањује локално оптерећење тумором у очекивању или након локалне радиотерапије. С обзиром на реткост ових тумора, њихову агресивну природу и релативан недостатак литературе, потребне су даље студије да би се у потпуности разумело оптимално хируршко лечење ових тумора. 

### Радиотерапија
Зрачење се ретко користи као једини третман већ у комбинацији са хируршким лечењем и хемотерапијом. С обзиром на  висок проценат пацијената са ЗРОПН, који такође имају неурофиброматозом типа 1 (НФ-1) и повећану осетљивост на зрачење, у том смислу код пацијената са неурофиброматозом типа 1 (НФ-1), терапију зрачењем треба користити са опрезом у склопу лечења ЗРОПН. Само зрачење је добро документован фактор ризика за ЗРОПН (и друге секундарне малигне болести) код пацијената са НФ1.
Средње кумулативне дозе зрачења потребне за терапијску ефикасност су такође прилично високе – често знатно премашују 50 греја.
У литератури се генерално наводи да је радиотерапија најкориснија код пацијената са великим тумором (нпр. >5 см) туморима високог степена малигности и/или оних са позитивним маргинама након хируршке ресекцији.
Сматра се да је након зрачења ризик од локалног рецидива смањен, али је и даље нејасна корист од стварног преживљавања.

### Хемотерапија
Онколог може изабрати  и лекове за хемотерапију када лечи пацијента са неурофибросаркомом. Ова врста терапије обично се спроводи у комбинацији са операцијом. Пацијенти који примају хемотерапију треба да буду спремни за нежељене ефекте који прате било који други третман хемотерапије, као што су; губитак косе, летаргија, слабост, итд. 
Иако постоји значајна хетерогеност међу студијама, системска хемотерапија се генерално примењује у окружењу локално инвазивне форме, велике (>5 см), дубоко лоциране и/или код метастатске болести. Није изненађујуће да су стопе одговора разочаравајуће, јер се генерално групишу на приближно 50%, при чему је велика већина њих или стабилна болест или болест са делимичним одговором.

## Прогноза
Прогнота зависи од одговор пацијента на лечење, који варира у зависности од:
- старости (са релативно неповољном прогнозом код деце),
- општег здравља (придружених болести, нпр.неурофиброматозом типа 1),
- толеранције на лекове,
- терапије.

Карактеристике повезане са лошом прогнозом укључују: 
- велики примарни тумор (пречника више од 5 см),

- болест високог степена,

- коегзистирајућу неурофиброматозу,

- присуство метастаза које се јављају код приближно 39% пацијената, и најчешће су локализоване у плућима.